# Iavnana

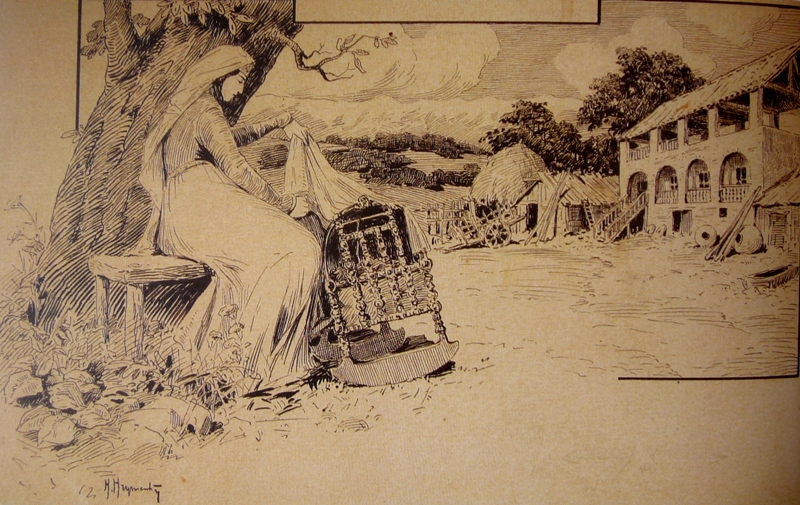
Mulher georgiana cantando a "Iavnana", de Henryk Hryniewski.

Iavnana (em georgiano: იავნანა) é um gênero da música popular georgiana, tradicionalmente destinado a uma canção de ninar, mas historicamente cantado também como canções de cura para as crianças doentes. Algumas das letras de Iavnana são, no entanto, de caráter didático ou heróico.
O nome do gênero vem de seu refrão iavnana (ou iavnaninao, nana naninao, etc), que contém a nana vocável (ნანა), supostamente derivado do nome de uma deusa mãe pagã. Algumas de suas variantes, por exemplo, iavnana vardo nana, combinam os nomes das duas flores violetas (ia) e rosa (vardi) que freqüentemente apresentam folhagem georgiana e literatura clássica, e são comumente associadas a símbolos femininos e masculinos, respectivamente.
Mais de sessenta versões de "Iavnanas" foram gravadas. A maioria dessas canções de ninar são cantadas diretamente para a criança e são preservadas em grande parte na Geórgia moderna. Muitas das variantes de Iavnana, no entanto, eram "músicas de cura" realizadas especificamente na presença da criança doente, mas dirigidas aos "senhores" (batonebi) ou "anjos" (angelozebi), os espíritos que tradicionalmente acreditavam ter tomado posse do paciente que sofre de varíola, sarampo, escarlatina ou outras doenças infecciosas.
A Iavnana foi explorada por vários poetas georgianos, como Ilia Chavchavadze, Akaki Tsereteli e Galaktion Tabidze.